# Landschaftsschutzgebiet Grünland um die Plästerlegge
Das Landschaftsschutzgebiet Grünland um die Plästerlegge mit 4,95 ha liegt südlich von Wasserfall im Gemeindegebiet von Bestwig im Hochsauerlandkreis in Nordrhein-Westfalen. Das Gebiet wurde 2008 mit dem Landschaftsplan Bestwig durch den Kreistag des Hochsauerlandkreises als Landschaftsschutzgebiet (LSG) ausgewiesen. Das LSG ist eines von 17 Landschaftsschutzgebieten in der Gemeinde Bestwig. In der Gemeinde gibt es ein Landschaftsschutzgebiet vom Typ A, zehn Landschaftsschutzgebiete vom Typ B und sechs Landschaftsschutzgebiete vom Typ C. Das Landschaftsschutzgebiet Grünland um die Plästerlegge wurde als LSG vom Typ C, Wiesentäler und bedeutsames Extensivgrünland im Gemeindegebiet von Bestwig, ausgewiesen.
Das LSG beginnt direkt am Dorfrand. Das Naturschutzgebiet Plästerlegge – Auf’m Kipp grenzt im Nordosten des LSG an. Im Osten geht das LSG bis zur Gemeindegrenze.

## Schutzvorschriften
Wie in den anderen Landschaftsschutzgebieten vom Typ C im Landschaftsplangebiet Bestwig besteht in diesem LSG ein Umwandlungsverbot von Grünland und Grünlandbrachen in Acker oder andere Nutzungsformen. Eine Erstaufforstung und eine Anlage von Weihnachtsbaumkulturen ist verboten. Eine maximal zweijährige Ackernutzung innerhalb von zwölf Jahren ist erlaubt, falls damit die Erneuerung der Grasnarbe vorbereitet wird. Dies gilt als erweiterter Pflegeumbruch. Beim erweiterten Pflegeumbruch muss ein Mindestabstand von fünf Metern vom Mittelwasserbett eingehalten werden.

## Schutzzweck
Die Ausweisung erfolgte zur Ergänzung der Naturschutzgebiets-Ausweisung in den Talauen von Bestwig um ein Offenlandbiotop-Verbundsystem zu schaffen, damit Tiere und Pflanzen Wanderungs- und Ausbreitungsmöglichkeiten behalten, und dem Erhalt der Vorkommen geschützter Vogelarten sowie dem Schutz artenreicher Pflanzengesellschaften.
Laut Landschaftsplan wurde das LSG ausgewiesen, weil es im Einzugsbereich des Baches Plästerlegge liegt. Im LSG liegen Quellmulden und Zuläufe der Plästerlegge. Auf vertraglichen Wege über das Kreis-Kulturlandschaftspflegeprogramm soll eine Eutrophierung über eine Extensivierung verhindert werden.